# Zoraida Corbani
Zoraida Corbani fue una actriz de teatro, bailarina y segunda vedette argentina.

## Carrera
Integrante de las 30 bellezas del Teatro Porteño, Corbani comenzó su carrera artística en el teatro de revistas siempre en rol de bailarina, fantasista y segunda triple. Actuó en varias compañías incluyendo la dirigida por Ivo Pelay, Luis César Amadori y Luis Bayón Herrera. Su hermana fue la también vedette Victoria Corbani quien trabajó junto a ella en varios espectáculos.
En el escenario plasmó su talento en la danza y la música al tocar la guitarra en varias representaciones. Actuó con primeras figuras de la época de esplendor de la escena nacional  como Tita Merello, Marcos Caplán, Sofía Bozán, Tania, Celia Gámez, Aída Olivier, María Esther Gamas, Pepe Arias, entre otros.
En 1928 inicia su carrera en el Teatro Maipo, donde se la pudo ver en compañías de destacadas figuras como las cancionistas Azucena Maizani, Perla Greco, Amanda Las Heras, las hermanas Violeta y Lidia Desmond, la triple española Carmen Olmedo, el francés  Pierre Clarel, el malogrado Abelardo Farías, entre otros.

## Teatro
- 1928: Estrellas de fuego
- 1928: Juventud, divino tesoro
- 1928: Bertoldo, Bertoldino y el otro
- 1928: Misia presidencia
- 1928: Caras sonrientes
- 1928: Vértigo, encabezada por las hermanas españolas Laura yVictoria Pinillos.
- 1929: Lulú, comedia musical.
- 1929: Yes
- 1930: Nené
- 1930: Cuando son tres[3]